# Loupiac (Tarn)
Loupiac è un comune francese di 388 abitanti situato nel dipartimento del Tarn nella regione dell'Occitania.

## Società

### Evoluzione demografica
Abitanti censiti